# ارل ویلر
ارل ویلر (انگلیسی: Earle Wheeler; ۱۳ ژانویهٔ ۱۹۰۸ – ۱۸ دسامبر ۱۹۷۵) ژنرال نیروی زمینی ایالات متحده آمریکا بود، که در فاصله سال‌های ۱۹۶۴ تا ۱۹۷۰ به‌عنوان ششمین رئیس ستاد مشترک نیروهای مسلح ایالات متحده آمریکا فعالیت می‌کرد.
ویلر فعالیت نظامی را از سال ۱۹۲۴ در نیروی زمینی آمریکا آغاز کرد، از ۱۹۵۸ تا ۱۹۵۹ فرماندهی لشکر دوم زرهی را برعهده داشت، از ۱۹۵۹ تا ۱۹۶۰ فرمانده سپاه سوم زرهی بود، از ۱۹۶۰ تا ۱۹۶۲ به‌عنوان مدیر ستاد مشترک نیروهای مسلح آمریکا فعالیت می‌کرد و از ۱۹۶۲ تا ۱۹۶۴ بیست و سومین رئیس ستاد نیروی زمینی ایالات متحده آمریکا بود. او در سال ۱۹۷۰ پس از ۴۶ سال خدمت از نیروهای مسلح آمریکا بازنشسته شد.